# Cuinchy
Cuinchy é uma comuna francesa na região administrativa de Altos da França, no departamento de Pas-de-Calais. Estende-se por uma área de 4,15 km². Em 2010 a comuna tinha 1 769 habitantes (densidade: 426,3 hab./km²).